# Alejandro Gertz Manero

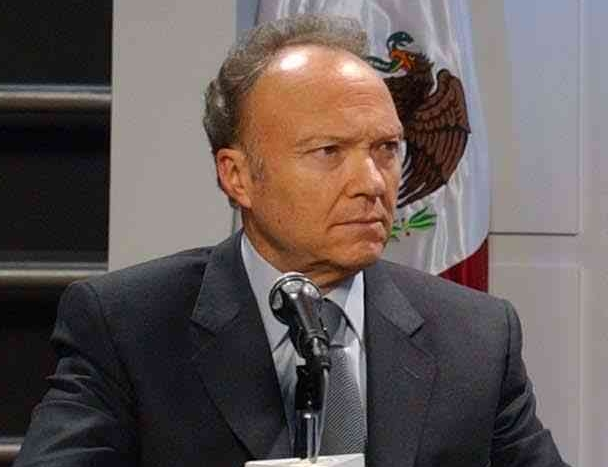
Alejandro Gertz Manero

Alejandro Gertz Manero (* 31. Oktober 1939 in Mexiko-Stadt) ist ein mexikanischer Politiker. Er war erster Sekretär (Minister) der mexikanischen Regierung für Innere Sicherheit. Seit 2019 ist er Generalstaatsanwalt.

## Biografie
Er absolvierte die Escuela Libre de Derecho und graduierte zum Doktor der Rechtswissenschaften an der Universidad Nacional Autónoma de México (UNAM).
Gertz Manero war Generalsekretär des Instituto Nacional de Antropología e Historia, Bundesbevollmächtigter für Arbeitsschutz und Sekretär der Regierung des Distrito Federal de México für öffentliche Sicherheit (Secretario de Seguridad Públic de Distrito Federal) während der Amtszeit von Cuauhtémoc Cárdenas Solórzano und Rosario Robles. Aufgrund der in diesem Amt statistisch nachvollziehbaren Erfolge im Bereich Mexiko-Stadts gründete der damals regierende mexikanische Präsident Vicente Fox im Jahr 2000 auf Staatsebene das Secretaría de Seguridad Pública der Bundesregierung und setzte Gertz Manero dort als ersten Sekretär ein. Dieses Amt hatte er bis 2004 inne. Später wurde er Rektor an der privaten Universidad de las Américas in Mexiko-Stadt. Im Januar 2019 wurde er zum ersten Chef der neu eingeführten Generalstaatsanwaltschaft von Mexiko (Fiscalía General de la República) ernannt.